# Psilomastix friesii
Psilomastix friesii là một loài bọ cánh cứng trong họ Cerambycidae.